# الطاقة الشمسية في المكسيك

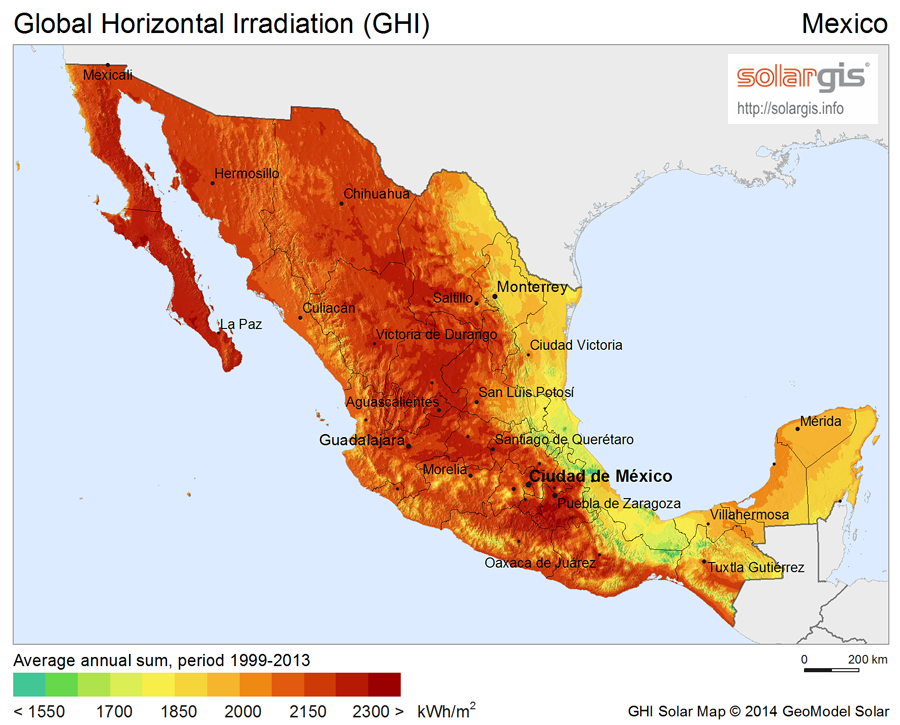
الإشعاع الشمسي في المكسيك

تمتاز المكسيك بموقع جيد لتوليد الطاقة الشمسية. فمعدل الإشعاع الشمسي في أكثر من 70٪ من الدولة يصل إلى 4.5 كيلو وات لكل متر مربع في اليوم الواحد. يقدر أنه لو تم استخدام ألواح شمسية بكفاءة 15٪ على مساحة 25 كيلو متر (16 ميل) في جانب ولاية شيواوا أو صحراء سونورا (0.01 % من مساحة المكسيك) يمكن توفير الكهرباء اللازمة للمكسيك.

## الإنتاج

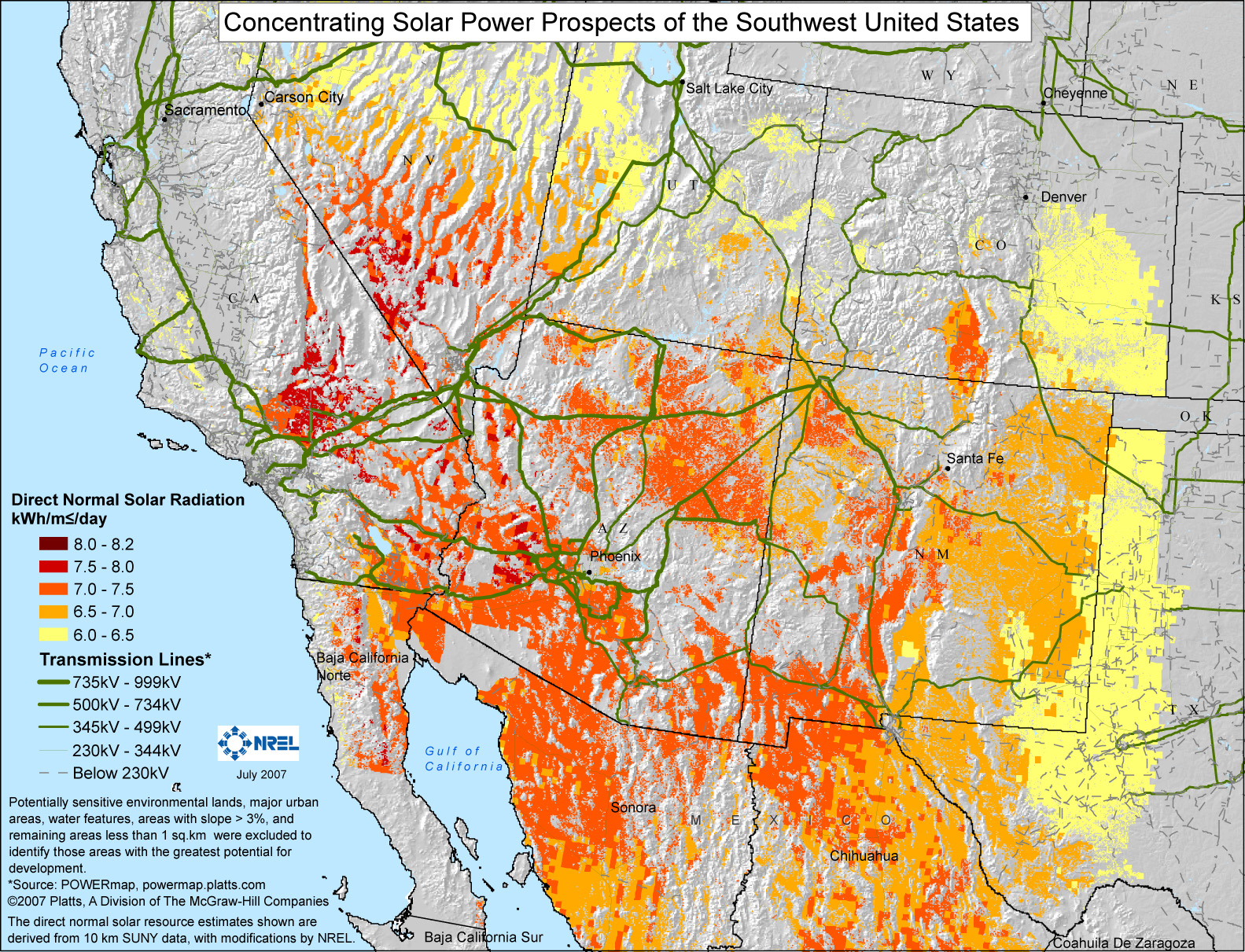
تتركز أنظمة الطاقة الشمسية المركزة في جنوب غرب الولايات المتحدة وشمال المكسيك

تتركز أنظمة الطاقة الشمسية المركزة في جنوب غرب الولايات المتحدة وشمال المكسيك. تتصدر المكسيك قائمة أكثر دول أمريكا اللاتينية إنتاجا للطاقة الشمسية. قديما، كانت التطبيقات الرئيسية لتكنولوجيا الخلايا الشمسية في المكسيك منحصرة في التدفئة، تسخين المياة وتجفيف المحاصيل، فلم يكن لها تأثير مباشر مع الشبكة الكهربية.

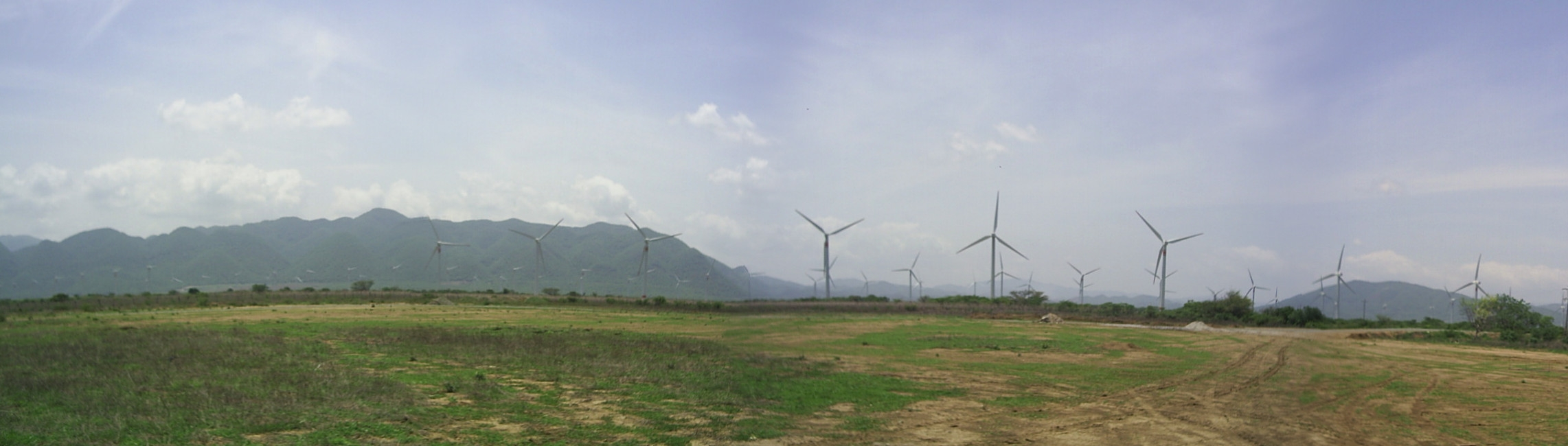
مزرعة لطاقة الرياح في ولاية واهاكا بالمكسيك

كما هو الحال في معظم البلدان، يتم الاعتماد على طاقة الرياح أكثر من الطاقة الشمسية، بسبب انخفاض تكلفة الإنشاء، ولعدم إمكانية توليد طاقة شمسية أثناء الليل، لذلك يتم الاستعانة بطاقة الرياح لتكون مكملة للطاقة الشمسية، فمع الاعتماد على مصدرين مختلفين يمكن تخزين الطاقة لحالات غياب الشمس والرياح أو في أوقات الذروة.
يتم استخدام بطاريات التخزين على المدى القصير، والمضخات الكهرومائية للمدى الطويل.

### المشاريع
توجد محطة للطاقة الشمسية تحت الإنشاء في بويرتو ليبرتاد، ولاية سونورا، بسعة إجمالية 64.8 ميجاوات. في البداية كانت السعة 39 ميجاوات، تم زيادة الحجم للسماح بتوليد 106728000 كيلو وات في السنة.
أما في مدينة أغوا بريتا (Agua Prieta)، ولاية سونورا، فتم توصيل دائرة غاز بتوربين 478ميجاوات لمحطة طاقة شمسية سعتها 14 ميجاوات لتوفير الكهرباء للمدينة. قام البنك الدولي بتوفير 50 مليون دولار لتمويل هذا المشروع تشجيعا للبلاد للإتجاة للطاقة النظيفة. مع وجود نية لإنشاء محطة طاقة شمسية مركزة بسعة 450 ميجاوات في ولاية باخا كاليفورنيا.
حث قانون المناخ عام 2012 أن تبلغ نسبة الطاقة المتجددة 35٪ بحلول عام 2024، وتخفيض نسبة انبعاث الكربون إلى 50٪ من انبعاثات عام 2000 بحلول عام 2050، جنبا إلى جنب مع محاولاته لخفض تكلفة إنشاء الأنظمة الشمسية.
في مؤتمر الطاقة الشمسية في المكسيك، تم الإعلان أن الطاقة الشمسية ستغطي 5٪ من احتياجات المكسيك للطاقة بحلول عام 2030، و10٪ بحلول عام 2050.
في مزاد خيري في عام 2016، تم الإعلان عن وجود مخطط لتوليد 1860 ميجاوات، بتكلفة 50.7 دولار لكل ميجاوات (35 دولار كحد أدنى و67 بحد أقصى). من المتوقع زيادة الإنتاج إلى 4 تيراوات في السنة، مع وجود مخطط أصغر لطاقة الرياح، في حين لم تفز باقي المصادر كالغاز والطاقة المائية بأي منح.

## الإحصائيات
| السعة المثبتة بالميجاوات (MW)                                                             | السعة المثبتة بالميجاوات (MW) | السعة المثبتة بالميجاوات (MW) |
| نهاية عام                                                                                 | السعة الكلية                  | الزيادة السنوية               |
| ----------------------------------------------------------------------------------------- | ----------------------------- | ----------------------------- |
| 2001                                                                                      | 15.0                          | 1.1                           |
| 2002                                                                                      | 16.2                          | 1.2                           |
| 2003                                                                                      | 17.1                          | 0.9                           |
| 2004                                                                                      | 18.2                          | 1.1                           |
| 2005                                                                                      | 18.7                          | 0.5                           |
| 2006                                                                                      | 19.7                          | 1.0                           |
| 2007                                                                                      | 20.7                          | 1.0                           |
| 2008                                                                                      | 21.7                          | 1.0                           |
| 2009                                                                                      | 25.0                          | 3.3                           |
| 2010                                                                                      | 30.6                          | 5.6                           |
| 2011                                                                                      | 40.1                          | 9.5                           |
| 2012                                                                                      | 52.4                          | 12                            |
| 2013                                                                                      | 112                           | 60                            |
| 2014                                                                                      | 176                           | 64                            |
| 2015                                                                                      | 282                           | 106                           |
| المصدر: تقرير الوكالة الدولية للطاقة. الأشكال من عام 2001-2013 ، ولعام 2014 ، ولعام 2015. |                               |                               |

## وصلات خارجية
- Solar Power Mexico 2013
- Sonora Energy Group